# Oonops minutus
Oonops minutus är en spindelart som beskrevs av Margareta Dumitrescu och C.Constantin Georgescu 1983. Oonops minutus ingår i släktet Oonops och familjen dansspindlar.
Artens utbredningsområde är Kuba. Inga underarter finns listade i Catalogue of Life.